# Perewalśk
Perewalśk (ukr. Перевальськ) – miasto na Ukrainie w obwodzie ługańskim, siedziba władz rejonu perewalskiego.
Ośrodek przemysłu spożywczego.

## Historia
Prawa miejskie od 1938.
W 1989 liczyło 31 989 mieszkańców.
W 2013 liczyło 25 941 mieszkańców.
Od rozpoczęcia konfliktu w Donbasie w 2014 miasto jest pod kontrolą Ługańskiej Republiki Ludowej.